# 볼리비아의 코로나19 범유행

 다음은 볼리비아에서 일어나고 있는 코로나19 범유행에 대한 글이다.

## 개요
2019-2020 코로나 바이러스 전염병은 2020년 3월 10일 Oruro 및 Santa Cruz 지역에서 처음 두 건이 확인되었을 때 볼리비아로 확산 된 것으로 확인되었다.

## 연혁
3월 10일, 보건부 장관인 Aníbal Cruz는 볼리비아에서 처음 두 건의 COVID-19를 확인했다고 밝혔다. 환자는 이전에 이탈리아에 있었으며 산타 크루즈시에 있는 Viru Viru 국제 공항에서 증상을 보이지 않고 보안을 통과하였다.
3월 11일, 보건부는 산타 크루즈로 돌아 오기 전에 마이애미와 마드리드로 여행한 산타 크루즈시에서 온 27세의 세 번째 사례를 확인하였다.
3월 21일, 산타 크루즈시에서 최근에 미국에서 입국하여 격리 된 상태로 격리하기로 결정한 새로운 확인된 사례가 보고되어 볼리비아에서 확인된 코로나 바이러스 사례는 20건에 달한다.
3월 29일, 15개의 새로운 확인 사례가 증가하여 총 96명의 확진이 전국에서 추가되었다. 70세 이상의 연령대에 속하는 확진 환자 중에서 처음으로 3명이 사망하였다.

## 같이 보기
- 나라별 코로나19 범유행
- 남아메리카의 코로나19 범유행